# Castle Donington
Castle Donington is een civil parish in het bestuurlijke gebied North West Leicestershire, in het Engelse graafschap Leicestershire met 6416 inwoners. De plaats ligt net ten noorden van East Midlands Airport en het racecircuit Donington Park.
Het landhuis Donington Hall werd rond 1790 in Gotische stijl door architect William Wilkins gebouwd voor Francis Rawdon-Hastings, de tweede Earl of Moira, en later de eerste Marquess of Hastings. Het was van 1980 tot 2012 hoofdkwartier van British Midland Airways, tot die werd overgenomen door British Airways. Stuart Garner, de eigenaar van Norton Motorcycles kocht het nadien en maakte er het hoofdkwartier van Norton Motorcycles van. Het landhuis is ook beschikbaar voor exclusieve events en recepties.